# شكرناب (كوهباية الغربي)
شکرناب (بالفارسية: شکرناب) هي قرية تقع في إيران في قسم کوهبایة الغربي الریفي. يقدر عدد سكانها بـ 446 نسمة .